# Reeds lag
Reeds lag, princip som säger att nyttan av ett dubbelriktat kommunikationssystem är en geometrisk funktion av antalet användare.
"Lagen" grundar sig på faktumet att antalet delmängder i en mängd med N objekt är 2N-N-1 vilket för stora värden på N närmar sig 2N.
Reeds lag är en mer optimistisk variant av Metcalfes lag.